# Vallei Volleybal Prins
Il Vallei Volleybal Prins fu una società pallavolistica maschile olandese, con sede a Ede.

## Storia
Il Vallei Volleybal Prins nasce nel 2016, quando la prima squadra del Veenendaal si separa rispetto al resto del club, utilizzando la propria licenza di Eredivisie per dare vita a un nuovo club indipendente nella città di Ede. Nel 2018, tuttavia, dopo due sole annate, il club dichiara bancarotta e cessa qualsiasi attività.